# جرمانيا عاصمة العالم

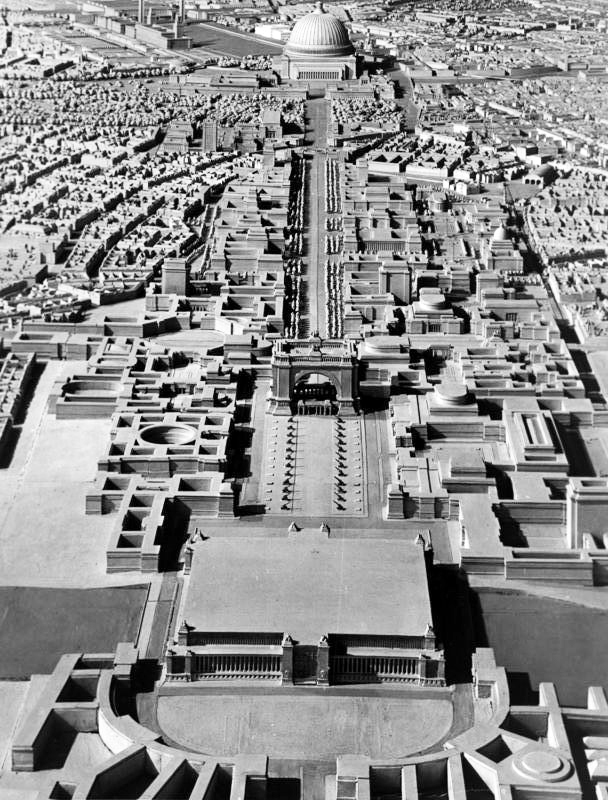
مجسم للعاصمة الألمانية يعود إلى 1939 محفوظ في الارشيف الألماني

جرمانيا عاصمة العالم (بالألمانية: Welthauptstadt Germania) هو مشروع تصوره هتلر في 1938 ووضع مخططه البرت شبير المهندس الأول للرايخ الثالث لعاصمة ألمانية جديدة حيث صرح في 02 أغسطس 1938:
هذا الاسم لم يستعمل أبدًا وإنما كان تستعمل عبارة مخطط بناء من أجل عاصمة الرايخ Gesamtbauplan für die Reichshauptstadt.
صنع الناس هذا المصطلح بعد أن استعمله هتلر في 1942 كلماته.
مشروع العاصمة الفخمة الجديدة كان يشمل بعض أحياء برلين التابعة لليهود أو لبعض الهيئات الدينية
لم يتحقق من هذا المشروع إلا بعض الإنجازات ومنها مقر المستشارية الألمانية.